# Gustave Hervé

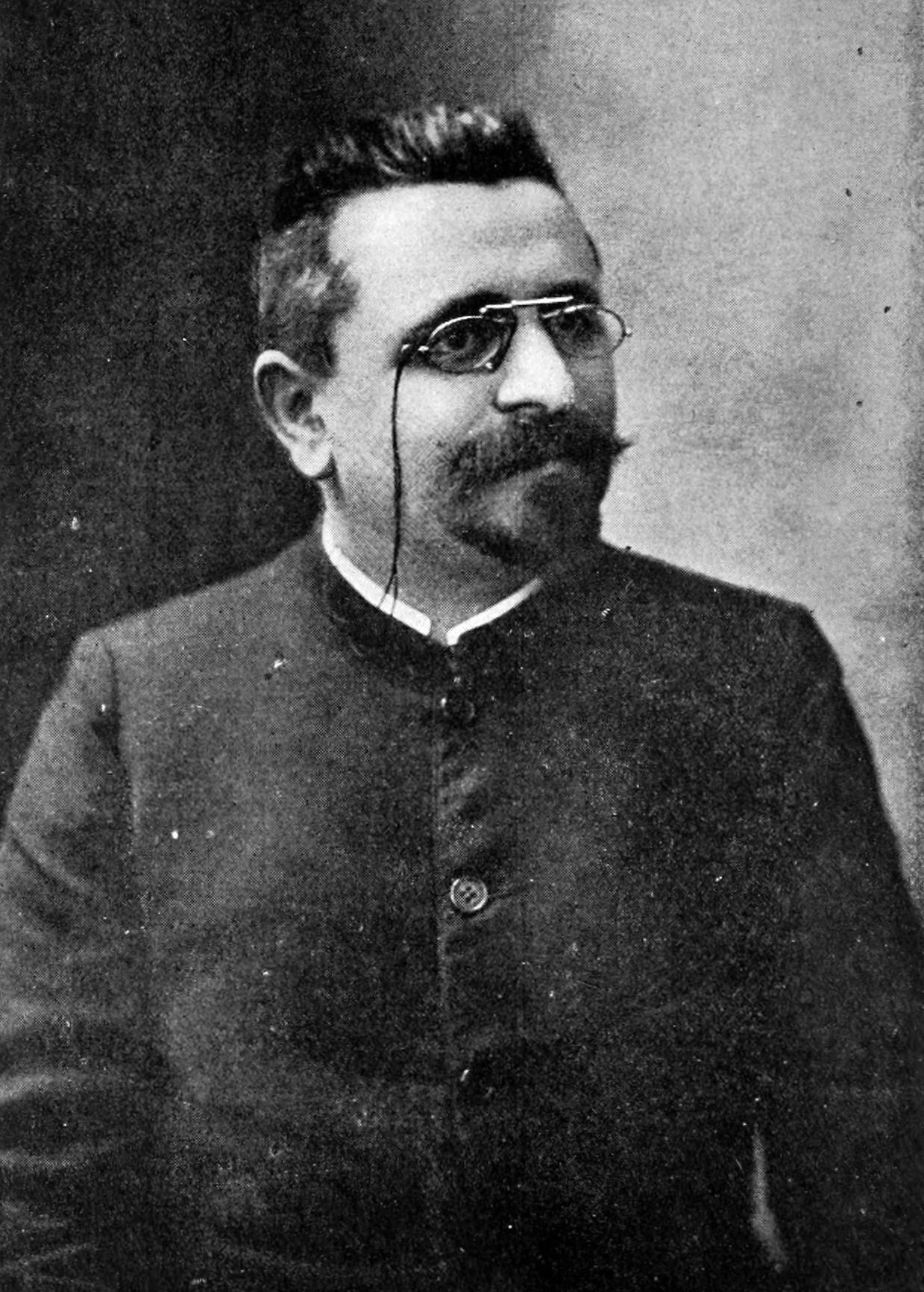
Gustave Hervé

Gustave Hervé (ur. 2 stycznia 1871 w Breście, zm. 25 października 1944 w Paryżu) – francuski polityk, znany ze swej ewolucji światopoglądowej i politycznej. Początkowo był zagorzałym socjalistą i pacyfistą. Wydawał pismo „La Guerre sociale”. Na kongresie II Międzynarodówki w Stuttgarcie w 1907 r. głosił, że dla proletariatu jest obojętne, pod jakim sztandarem narodowym jest wyzyskiwany, dlatego musi przeciwstawić burżuazji międzynarodowy strajk powszechny. Po załamaniu fali strajkowej w latach 1912-1924 zaczął przesuwać się na pozycje reformistyczne. Po I wojnie światowej przejawiał fascynację faszyzmem i Mussolinim. Przeszedł na pozycje narodowo-socjalistyczne tworząc w 1919 r. Parti Socialiste National. Głosił neobonapartystowski program republiki autorytarnej, opartej na silnej władzy prezydenta wybieranego w głosowaniu powszechnym i dysponującego monopolem inicjatywy ustawodawczej. Sprawy sporne rozstrzygać miały plebiscyty. W sferze społeczno-gospodarczej postulował współpracę związków pracowniczych i organizacji pracodawców. W drugiej połowie lat 30. popierał Petaina, ale zerwał z nim po 1940 roku. Ostatecznie opowiedział się przeciwko rządowi Vichy.